# Franz von Suppé
Franz von Suppé, pseudonimo di Francesco Ezechiele Ermenegildo de Suppé (Spalato, 18 aprile 1819 – Vienna, 21 maggio 1895), è stato un compositore e direttore d'orchestra austriaco, di origine dalmata.
Franz von Suppé ottenne la notorietà di compositore grazie soprattutto al genere dell'operetta, nel quale ebbe grande fortuna, arrivando a far rappresentare 30 opere. Scrisse anche musiche di scena, opere liriche, quartetti, Lieder e musica sacra, tra cui la Missa Dalmatica. Ancora oggi però, il nome di Suppé è indissolubilmente legato a quello delle sue effervescenti ouverture, decisamente le sue creazioni più note, eseguite molto spesso dalle orchestre di tutto il mondo; alcune di queste ouverture sono diventate particolarmente note al pubblico grazie al loro impiego in svariati film, pubblicità e cartoni animati.

## Biografia
Nacque a Spalato, in Dalmazia, da padre italiano e madre viennese. Già a partire dall'età di otto anni Suppé cantò nel coro della cattedrale di Spalato e fu proprio il direttore del coro, Giovanni Cigalla, a impartirgli le prime nozioni di musica. Durante l'adolescenza si trasferì a Verona per studiare armonia e flauto, il suo strumento preferito, sotto l'insegnamento di Giuseppe Ferrari. Suppé cominciò la sua attività di compositore fin dalla più giovane età; la sua prima composizione, una Messa, fu eseguita per la prima volta in una chiesa francescana a Zara nel 1832.
La sua prima grande creazione risale al 1835 quando, all'età di 16 anni, scrisse una Messa in fa maggiore che ebbe la prima assoluta il 13 settembre a Zara; tuttavia, il compositore la pubblicò soltanto quarant'anni più tardi con il nome di "Missa Dalmatica". La morte del padre nel 1835 costrinse lui e la madre a trasferirsi a Vienna, e ciò indusse il giovane a germanizzare il proprio nome in Franz von Suppé.
Nel settembre del 1835, dopo aver frequentato (con scarso successo) il Politecnico, decise di intraprendere a tempo pieno l'attività di musicista e fu allievo di Ignaz von Seyfried – quest'ultimo era stato un collega e amico di Beethoven.
Intanto, per finanziarsi gli studi, Suppé dava lezioni di italiano.
Dopo aver terminato gli studi nel 1840, la vita di Suppé, allora ventunenne, ebbe una svolta decisiva quando conobbe Franz Pokorny, il direttore del Theater in der Josefstadt, che gli offrì il posto di direttore d'orchestra nel suo teatro. Successivamente il compositore ricoprì questo ruolo anche al Theater an der Wien e, dal 1865 al Carltheater. Franz Pokorny rimase impressionato dall'abilità del giovane compositore, tanto che sarebbe diventato il suo sponsor personale. Al Theater in der Josefstadt Suppé, oltre che nel ruolo di direttore d'orchestra (compito che svolgeva senza essere pagato) aveva ricevuto da Pokorny il permesso di poter rappresentare le proprie opere. Quando il benefattore morì, Suppé compose in suo onore il Requiem in re minore, che ebbe la sua prima il 22 novembre 1855 nel corso di una cerimonia commemorativa presso la Piaristenkirche di Vienna.
Il successo gli giunse nel 1860 quando, impressionato dai successi ottenuti da Offenbach a Parigi con le sue audaci operette, vi fu la prima rappresentazione dell'operetta in due atti Das Pensionat, dedicata ad Alois, la figlia del suo benefattore Pokorny; fu con quest'opera che Suppé diede inizio al fortunatissimo genere dell'operetta viennese, genere che nei decenni successivi sarebbe poi stato ripreso con enorme successo da diversi compositori, fra i quali Johann Strauss (figlio), Franz Lehár e Carl Michael Ziehrer.
Dopo il debutto con Das Pensionat, nacquero dalla penna di Suppé altre operette di successo fra cui Pique Dame (La dama di picche) nel 1864, Die schöne Galathee (La bella Galatea) nel 1865, Leichte Kavallerie (Cavalleria leggera) nel 1866, Fatinitza nel 1876 e, quella che è ritenuta l'operetta di maggior successo di Suppé, Boccaccio, del 1879 (liberamente ispirata dalla vita e dalle opere del celebre scrittore italiano).
L'operetta Leichte Kavallerie fu vittima della censura asburgica, poiché il tema principale era la satira militare: il lavoro venne cancellato dai programmi dei teatri dopo poche rappresentazioni. Infatti l'operetta debuttò proprio nel 1866, l'anno della disastrosa sconfitta austriaca di Sadowa, nel contesto della guerra Austro-Prussiana.
Nonostante la lista delle composizioni di Suppé conti circa 30 operette e più di 180 fra musiche di scena per balletti e rappresentazioni teatrali, la maggior parte di queste opere sono quasi finite nell'oblio, fatta eccezione per le ouverture delle sue operette che, indubbiamente, hanno avuto molta più fortuna delle operette stesse. Fra queste quella che ancora oggi è maggiormente legata al nome del compositore è la celeberrima ouverture della Cavalleria leggera (Leichte Kavallerie), il cui galoppo finale risuona spesso, oltre che nelle sale da concerto, in film e cartoni animati.
Altre celebri ouverture di Suppé sono quelle tratte dalle operette Die schöne Galathee (La bella Galatea) e Banditenstreiche, mentre le altrettanto celebri ouverture Ein Morgen, ein Mittag und ein Abend in Wien (Mattino, pomeriggio e sera a Vienna) e Dichter und Bauer (Poeta e contadino) vennero scritte come musiche di scena per rappresentazioni teatrali.
Lontano dalle ouverture, un altro grande successo di Suppé, ancora oggi molto celebre, fu la marcia Oh du mein Österreich (O tu mia Austria).
Franz Von Suppé morì a Vienna il 21 maggio 1895 e venne sepolto nello Zentralfriedhof, nell'area dedicata ai grandi compositori.

## Opere
- Sie ist verheiratet, commedia musicale in 3 atti (1845);
- Dichter und Bauer, commedia musicale in 3 atti (1846)
- Das Mädchen vom Lande, grand-opera in 3 atti (1847)
- Martl oder Der Portiunculatag in Schnabelhausen, farsa musicale in 3 atti (1848);
- Des Teufels Brautfahrt oder Böser Feind und guter Freund, farsa musicale originale magica in 3 atti (1849)
- Gervinus der Narr von Untersbeg oder Ein patriotischer Wunsch, farsa musicale in 3 atti (1849)
- Unterthänig und unabhängig oder Vor und nach einem Jahre, commedia musicale in 3 atti (1849)
- s'Alraundl, fiaba musicale romantica in 3 atti (1849)
- Der Dumme hat's Glück oder Tolle Streiche, farsa musicale in 3 atti (1850);
- Dame Valentine oder Frauenräuber und Wanderbursche, Singspiel comico-romantico in 3 atti (1851)
- Der Tannenhäuser, poema drammatico musicale (1852);
- Wo steckt der Teufel?, favola comica (farsa musicale) in 3 atti (1854);
- Ein Judas in Frack, quadro musicale popolare in 3 atti (1855);
- Lord Byron, 3 quadri drammatici (1856)
- Das Pensionat, operetta comica in 1 atto (1860);

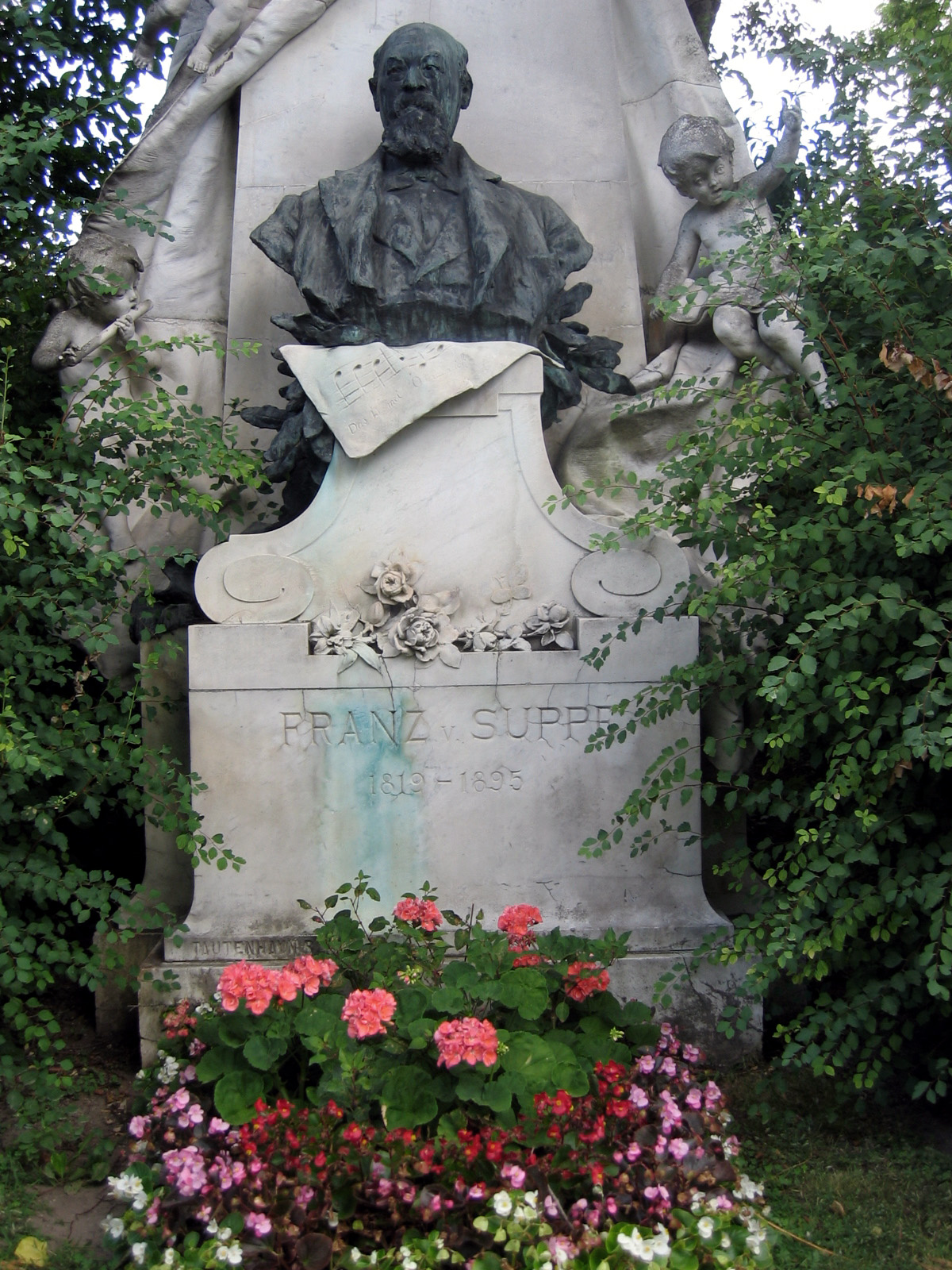
Tomba di Franz von Suppé al Cimitero Centrale di Vienna

- Die Kartenschlägerin, operetta, libretto di Karl Treumann (1862)
- Zehn Mädchen und kein Mann, operetta, libretto di Wilhem Friedrich Riese (1862);
- Flotte Burschen, operetta (1863)
- Das Corps der Rache, operetta (1864) al Carltheater di Vienna;
- Franz Schubert, operetta (1864) al Carltheater di Vienna
- Pique Dame (1864);
- Die schöne Galathée (La bella Galatea) (1865) al Carltheater di Vienna
- Leichte Kavallerie (Cavalleria leggera), libretto di Carl Costa (1866) al Carltheater di Vienna
- Die Freigeister (Freigeister), operetta, libretto di Carl Costa (1866) al Carltheater di Vienna;
- Die Banditenstreiche, operetta (1867) al Carltheater di Vienna
- Die Frau Meisterin, operetta, libretto di Carl Costa (1868) al Carltheater di Vienna
- Schlechte Mittel, gute Zwecke, operetta, libretto di Friedrich Kaiser (1868)
- Tantalusqualen, operetta, libretto di Suppé e Louis Angely (1868) al Carltheater di Vienna;
- Isabella, operetta (1869) al Carltheater di Vienna;
- Lohengelb, oder Die Jungfrau von Dragant, operetta (1870) al Carltheater di Vienna
- Canebas, operetta (1872) al Carltheater di Vienna;
- Fatinitza (1876) al Carltheater di Vienna;
- Der Teufel auf Erden, operetta, libretto di Carl Juin e Julius Hopp (1878) al Carltheater di Vienna;
- Boccaccio (1879) 3 atti, libretto di Camillo Walzel "Friedrich Zell" e Richard Genée;
- Donna Juanita (1880), 3 atti, libretto di Camillo Walzel e Richard Genée al Carltheater di Vienna;
- Der Gascogner, operetta, libretto di Camillo Walzel e Richard Genée (1881) al Carltheater di Vienna;
- Das Herzblättchen, operetta (1882) al Carltheater di Vienna;
- Die Africareise, operetta in 3 atti, libretto di Richard Genée e Moritz West (1883);
- Bellmann, opera comica in 3 atti (1887);
- Die Jagd nach dem Glück (In cerca di felicità) (1888) al Carltheater di Vienna;
- Oh Du mein Österreich, Marcia;
- Ouverture Ein Morgen, ein Mittag und ein Abend in Wien (Mattino, pomeriggio e sera a Vienna);
- Ouverture Dichter und Bauer (Poeta e contadino);
- Ouverture Tantalusqualen.